# Eyeborgs
Eyeborgs è un film statunitense del 2009 diretto da Richard Clanaugh. Il film è uscito in direct-to-video il 6 luglio 2010.

## Trama
Il film è ambientato in un futuro distopico in cui ogni luogo è ripreso dagli eyeborgs, droni con telecamera mobile in grado non solo di riprendere le immagini ma anche di modificarle e, all'occorrenza, uccidere.
Il protagonista del film è l'agente Gunner, il quale, dopo aver compreso le vere potenzialità degli eyeborgs, teme che la vita del Presidente degli Stati Uniti sia in pericolo.